# Maria Adelaide Amaral
Maria Adelaide Almeida Santos do Amaral OMC (Alfena, 1 de julho de 1942) é uma dramaturga, escritora, roteirista e jornalista luso-brasileira e autora de diversas obras para o teatro e para a televisão, principalmente minisséries.

## Biografia
Maria Adelaide Amaral nasceu em Alfena, em 1 de julho de 1942. Emigrou para o Brasil em 1954, junto da sua família, instalando-se na cidade de São Paulo. Na capital paulista formou-se em jornalismo pela Escola de Comunicações da Fundação Cásper Líbero. Por dezesseis anos trabalhou na Editora Abril e já naquela época escreveu suas primeiras peças teatrais.

### Carreira
Entrou na televisão em 1979, a convite do autor Lauro César Muniz para colaborar na novela Os Gigantes. No entanto, foi apenas em 1990 que co-escreveu a telenovela Meu Bem, Meu Mal, com o veterano Cassiano Gabus Mendes que passa a dedicar sua carreira como novelista.
Estreou sua primeira telenovela como autora titular: o remake de Anjo Mau, exibido em 1997 e dirigido por Denise Saraceni. Desde 18 de agosto de  1997, é agraciada com o grau de Comendador da Ordem do Mérito.
Em 2002, Maria Adelaide chegou a escrever a novela A Dança da Vida, que iria ser a sucessora de A Padroeira. No entanto, a telenovela foi proibida pela Justiça de ir ao ar, às vésperas do início das gravações, devido aos temas políticos; a emissora resolveu cancelá-la (já que fora ano eleitoral) e pediu a Emanuel Jacobina, ex-autor de Malhação, para escrever uma história substituta, que seria a novela Coração de Estudante.
Em 2007, entregou a sinopse de uma minissérie sobre Maurício de Nassau, cancelada pela TV Globo devido aos altos custos da produção; em vez disso, a emissora pediu a Maria Adelaide que desenvolvesse outra sinopse, que resultou na minissérie Queridos Amigos, com a qual adaptou seu próprio livro (Aos Meus Amigos), em homenagem ao amigo Décio Bar.
Entre 17 de abril de 2009 a 3 de julho de 2009, ao lado de Lícia Manzo e Denise Saraceni, supervisionou a série Tudo Novo de Novo, que tinha Júlia Lemmertz e Marco Ricca nos papéis principais, que retratava a vida familiar. Em 2010 escreveu a microssérie Dalva e Herivelto - Uma Canção de Amor (sobre a vida da cantora Dalva de Oliveira e do cantor e compositor Herivelto Martins), sucesso estrondoso com média de 29,4 pontos e duas indicações ao Emmy Internacional 2010. Em 2010, escreveu sua telenovela Ti Ti Ti, um remake das obras de Cassiano Gabus Mendes, Plumas e Paetês e Ti Ti Ti (versão original), que foram fundidas; a fusão da novela ocorreu da seguinte forma: focada no mundo da moda, a novela teve sua trama romântica baseada em Plumas e Paetês, já a tensão no universo fashion vinha de Ti Ti Ti, a novela foi protagonizada por Murilo Benício e Alexandre Borges, representando Ti Ti Ti e Caio Castro e Ísis Valverde representando Plumas e Paetês; a trama foi um sucesso de crítica e audiência, tendo ganhado o Troféu Imprensa de melhor novela. Em 2012, escreveu a minissérie Dercy de Verdade com a colaboração de Letícia Mey, baseada no livro Dercy de Cabo a Rabo, de autoria própria.
Em 2013 escreveu a novela Sangue Bom, sua primeira parceria com Vincent Villari e em 2014, supervisionou os textos da minissérie Amores Roubados, de autoria de George Moura. No mesmo ano entregou uma sinopse para uma novela das 23h00, que não chegou a ser produzida; foi integrada ao grupo de autores do horário nobre. Inicialmente, sua segunda parceria com Vincent, com o título A Lei do Amor, entraria no ar em março de 2016. No entanto, a Globo decidiu adiar por motivos políticos, estreando apenas como substituta de Velho Chico, de Benedito Ruy Barbosa e Edmara Barbosa.

## Academia Paulista de Letras
Maria Adelaide foi eleita em 2019 para a Academia Paulista de Letras, sucedendo o poeta Paulo Bomfim na cadeira nº 35, que tem por patrono Antonio de Godoi Moreira da Costa. Sua posse ocorreu em março de 2020.

## Prêmios e honrarias
Recebeu o Trofeu Moliére de Melhor Autor Nacional em 1978, 1983, 1984 e 1994; o prêmio de Melhor Autor da Associação de Críticos de Arte em 1978 e 1996; o prêmio Ziembinsky de Melhor Autor em 1978; o prêmio de Melhor Autor da APETESP em 1984; o prêmio Mambembe de Melhor Autor em 1984 e 1994; o prêmio Shell em 1994 e 1995; o prêmio Sharp em 1998; o prêmio APCA de 2001, 2003; entre outros.
Recebeu o Prêmio Jabuti de Melhor Romance Nacional pelo seu livro Luisa, em 1986.

## Televisão

### Telenovelas
| Título           | Ano  | Creditada como | Parceiros titulares   | Emissora |
| ---------------- | ---- | -------------- | --------------------- | -------- |
| Os Gigantes      | 1979 | Colaboradora   | Lauro César Muniz     | TV Globo |
| Meu Bem, Meu Mal | 1990 | Colaboradora   | Cassiano Gabus Mendes | TV Globo |
| Deus Nos Acuda   | 1992 | Colaboradora   | Silvio de Abreu       | TV Globo |
| O Mapa da Mina   | 1993 | Colaboradora   | Cassiano Gabus Mendes | TV Globo |
| Sonho Meu        | 1993 | Colaboradora   | Marcílio Moraes       | TV Globo |
| A Próxima Vítima | 1995 | Colaboradora   | Silvio de Abreu       | TV Globo |
| Anjo Mau         | 1997 | Autora         | Cassiano Gabus Mendes | TV Globo |
| Ti Ti Ti         | 2010 | Autora         | Cassiano Gabus Mendes | TV Globo |
| Sangue Bom       | 2013 | Autora         | Vincent Villari       | TV Globo |
| A Lei do Amor    | 2016 | Autora         | Vincent Villari       | TV Globo |

### Minisséries
| Título                                | Ano  | Creditada como | Parceiros titulares | Emissora |
| ------------------------------------- | ---- | -------------- | ------------------- | -------- |
| A Muralha                             | 2000 | Autora         | --                  | TV Globo |
| Os Maias                              | 2001 | Autora         | --                  | TV Globo |
| A Casa das Sete Mulheres              | 2003 | Autora         | Walther Negrão      | TV Globo |
| Um Só Coração                         | 2004 | Autora         | Alcides Nogueira    | TV Globo |
| JK                                    | 2006 | Autora         | Alcides Nogueira    | TV Globo |
| Queridos Amigos                       | 2008 | Autora         | --                  | TV Globo |
| Tudo Novo de Novo                     | 2009 | Supervisora    | Lícia Manzo         | TV Globo |
| Dalva e Herivelto: Uma Canção de Amor | 2010 | Autora         | --                  | TV Globo |
| Dercy de Verdade                      | 2012 | Autora         | --                  | TV Globo |
| Amores Roubados                       | 2014 | Supervisora    | George Moura        | TV Globo |

### Séries
| Título               | Ano       | Creditada como | Parceiros titulares | Emissora   |
| -------------------- | --------- | -------------- | ------------------- | ---------- |
| Menina do Olho Fundo | 1981      | Autora         | --                  | TV Cultura |
| Retrato de Mulher    | 1993      | Autora         | --                  | TV Globo   |
| Mulher               | 1998–1999 | Autora         | Euclydes Marinho    | TV Globo   |

## Teatro
| Ano  | Título                           |
| ---- | -------------------------------- |
| 2014 | Frida y Diego                    |
| 2004 | Mademoiselle Chanel              |
| 2003 | Tarsila                          |
| 2001 | O Evangelho segundo Jesus Cristo |
| 2000 | Letti e Lotte                    |
| 2000 | Joana d'Arc                      |
| 1997 | Decadência                       |
| 1997 | Para Sempre                      |
| 1996 | Cenas de um Casamento            |
| 1995 | Intensa Magia                    |
| 1994 | Três Mulheres Altas              |
| 1994 | Kean                             |
| 1994 | Querida Mamãe                    |
| 1993 | Seis Graus de Separação          |
| 1993 | Viúva                            |
| 1993 | Para tão longo amor              |
| 1989 | Uma Relação tão Delicada         |
| 1988 | A Última Gravação de Krapp       |
| 1987 | Electra                          |
| 1987 | Seja o que Deus quiser           |
| 1984 | De braços abertos                |
| 1982 | Chiquinha Gonzaga, ó abre alas   |
| 1980 | Ossos d'Ofício                   |
| 1976 | Bodas de Papel                   |
| 1975 | A Resistência                    |

É também tradutora de algumas peças de dramaturgos estrangeiros, como Samuel Beckett e Ingmar Bergman.

## Livros
| Ano  | Título                             |
| ---- | ---------------------------------- |
| 2004 | Tarsila                            |
| 2004 | Madeimoselle Chanel                |
| 2003 | Estrela Nua                        |
| 2000 | Ó Abre Alas                        |
| 2000 | O Bruxo                            |
| 1997 | Coração Solitário                  |
| 1996 | Intensa Magia                      |
| 1995 | Querida Mamãe                      |
| 1994 | Dercy de Cabo a Rabo               |
| 1992 | Aos Meus Amigos                    |
| 1986 | Luísa (quase uma história de amor) |